# 토끼와 리저드
"토끼와 리저드"는 2009년 10월 22일 개봉하는 대한민국 장편 영화로, 주지홍 감독·각본 작품이다. 주연 배우는 장혁과 성유리. 2009년 제14회 부산국제영화제 ‘한국영화의 오늘 - 파노라마’분야의 초청작이다.

## 시놉시스
어렸을 적 자신을 버린 친엄마와 자신의 과거를 찾기 위해 홀로 서울에 온 입양아 메이 (성유리). 공항 택시 정류장에서 희귀한 심장병인 ‘민히제스틴 증후군’으로 고통스러워하는 택시 기사 은설 (장혁)을 만난다. 은설의 택시를 타고 입양 기록부에 적혀있는 주소로 찾아가는 메이. 하지만 메이의 고모가 그녀를 맞이하고, 친부모는 어렸을적 사고로 세상을 떠났다는 사실을 알게 된다. 허탈하고 쓸쓸한 마음으로 나와 호텔로 가기 위해 버스정류장을 찾는 메이는 우연히 쓰레기통 옆에 버려진 은설의 지갑을 발견한다.
치료약도 없는 불치병으로 심장이 2-3초 멈춰버리는 희귀한 심장병을 앓고 있는 은설은 하루하루 택시를 몰며 그동안 소식이 끊겼던 동창생들에게 전화해 안부를 묻고, 물건을 정리하고, 사진을 태우며 세상의 마지막을 준비해간다. 메이의 호출로 버스정류장을 찾은 은설은 지갑을 돌려받고 가까운 호텔로 데려달라는 그녀의 말에 자신의 집 앞 호텔에 그녀를 내려다 준다. 그 날 이후 은설은 맞은편 그녀의 방을 자신도 모르게 자꾸 바라보게 되는 자신을 발견하게 된다.

## 캐스팅
- 장혁 : 은설 역
- 성유리 : 메이 역
- 이장현 : 창호 역
- 강산 : 어린 은설 역
- 안서현 : 어린 메이 역
- 강민호 : 어린 은설 부 역
- 이주영 : 어린 은설 모 역
- 오성태 : 어린 메이 부 역
- 이승연 : 어린 메이 모 역
- 강수영 : 모텔 주인 역
- 서가은 : 클리닉 간호사 역
- 최효상 : 은설 주치의 역
- 김현기 : 꼬마 상주 역
- 허현근 : 택시 손님 역
- 백현익 : 택시 기사 역
- 김용완 : 응급대원 역
- 윤덕수 : 구조대원 역
- 정효준 : 구조대원 역
- 차태현 : 영남 역 (특별출연)
- 김동주 : 복자 역 (특별출연)
- 원미연 : 은설 할머니 역 (특별출연)

## 2009 부산국제영화제 초청
토끼와 리저드는 2009년 부산국제영화제 (이하 PIFF)의 초청되었다. 개봉에 앞서, 10월 9일 메가박스 해운대, 12일 메가박스 해운대, 14일 CGV 센텀시티에서 선공개 된다.
또, 주연배우 장혁과 성유리, 감독 주지홍은 PIFF 개막식 레드카펫에서 참석하였고, 9일 남포동에서 야외무대 인사를 하면서 영화팬들과의 만남을 갖기도 했다.

## 언론 공개
1. 2009년 1월 23일, 여자 주인공으로 성유리 결정[5]
2. 2월 18일, 남자 주인공으로 장혁 결정[6]
3. 2월 21일, 토끼와 리저드 첫 촬영 시작[7]
4. 9월 8일, 부산국제영화제 초청[8]
5. 9월 17일, 개봉일을 10월 22일로 확정[9]
6. 10월 5일, 제작보고회 개최[10]
7. 10월 12일, 언론시사회 개최[11]
8. 10월 19일, 여론 시사회·VIP 시사회 개최[12]
9. 10월 22일, 토끼와 리저드 개봉

## Original Sound Tracks
영화 개봉일 다음날인 10월 23일 발매되었다, 레이블은 iHQ. 영화의 메인 테마곡 ‘Maybe’는 각각 한국어버전과 불어버전으로 두 가지를 수록하였다. 세션으로 어쿠스틱 기타를 사용해서 몽환적인 멜로디를 내도록 하였고, 서정적인 가사로 신비한 느낌을 주고자 했으며, 전체 음악 감독으로 그룹 더 클래식의 멤버 박용준이 참여하였다. 특히, 재즈피아니스트 진보라가 히든 트랙에 보컬로서 참여하기도 하였다.
1. Maybe (Korean version) (노래:길은경)
2. 은설의 죽음
3. 정류장으로 가는 메이
4. 장례식장으로 가는 은설
5. 메이의 편지
6. 옥상위의 은설
7. 손톱손질
8. 거리로 나선 메이
9. 다툼
10. 대화
11. 밤길
12. 포장마차
13. 은설의 하루
14. 메이의 눈물
15. 메이, 은설을 기다림
16. 같은곳을 바라보다.
17. 포옹
18. 강냉이 날리다.
19. 예서역에서
20. 메이의 기억
21. 라이트를 끄는 메이
22. 알게 된 은설
23. 하늘로 가는 메이와 은설
24. Maybe (French version) (노래:길은경)
25. 토끼와 리저드
26. Hidden Song (노래:진보라)